# Anastasia di Kiev
Anastasia di Kiev in russo Анастасия Ярославна?, Anastasija Jaroslavna, in ucraino Анастасія Ярославна?, Anastasija Jaroslavna (1023 circa – Abbazia di Admont, tra il 1074 e il 1096) fu Regina d'Ungheria grazie al suo matrimonio con Andrea I d'Ungheria. Figlia maggiore di Jaroslav I di Kiev e di Ingegerd Olofsdotter.

## Biografia
Anastasia di Kiev nacque attorno al 1023 da Jaroslav I di Kiev e Ingegerd Olofsdotter, sue sorelle minori erano Elisabetta di Kiev, andata in moglie ad Harald III di Norvegia ed Anna di Kiev, moglie di Enrico I di Francia. Attorno al 1039 ella sposò Andrea d'Ungheria che si era rifugiato presso la corte di Kiev dopo che suo padre Vazul aveva portato a termine un fallimentare attentato contro Stefano I d'Ungheria.
Dieci anni dopo il marito rientrò in patria e dopo aver sconfitto Pietro Orseolo d'Ungheria gli subentrò come Andrea I d'Ungheria e si crede che si debba a lei l'aver persuaso il marito a costruire delle laure a Tihany per gli eremiti che erano venuti dalla Rus' di Kiev. Il primo figlio maschio di Anastasia ed Andrea arrivò solo nel 1053 quando nacque Salomone d'Ungheria, la sua nascita e la conseguente incoronazione causò aspri dissensi con il fratello di Andrea, Béla che prima della nascita del nipote era stato l'erede al trono.
Nel 1060 Béla si ribellò apertamente contro il fratello ed Andrea mandò moglie e figli presso la corte di Adalberto di Babenberg, Andrea uscì perdente dal conflitto e venne ucciso in quello stesso anno, con i figli ancora bambini Anastasia vide salire al trono il cognato con il nome di Béla.
Anastasia cercò quindi l'aiuto di Enrico IV di Franconia la cui sorella Giuditta Maria di Baviera era stata fidanzata con il coetaneo Salomone un paio di anni prima, le sue truppe entrarono in Ungheria ed ebbero ragione su Béla che morì nel 1063 lasciando la corona al decenne Salomone. I figli di Béla, Géza, Ladislao e Lampert d'Ungheria (morto 1096 circa) fuggirono in Polonia.
Il giovane Salomone venne incoronato il 9 settembre 1063 e in quell'occasione si vuole che Anastasia abbia presentato la spada che si credeva essere appartenuta ad Attila ad Ottone di Northeim leader delle truppe tedesche. Da quel momento fino al 1073 Salomone governò insieme ai cugini che erano tornati in patria e che egli aveva accolto fino a che nel 1074 i tre si ribellarono contro di lui costringendolo alla fuga il 14 marzo di quell'anno. Salomone scappò ad ovest dove riuscì a tenere sotto il proprio controllo i comitati di Moson e Pozsony. Anastasia lo seguì, ma poiché i due iniziarono aspramente a questionare fra di loro ella scelse di ritirarsi presso l'Abbazia di Admont in Stiria dove visse come una suora fino alla morte avvenuta in data indefinita fra il 1074 e il 1096. Anastasia venne seppellita presso l'abbazia.

## Matrimonio e figli
Dal suo matrimonio con Andrea I d'Ungheria nacquero:
- Adelaide d'Ungheria, che sposò Vratislao II di Boemia
- Salomone d'Ungheria
- Davide d'Ungheria

## Ascendenza
|                       |                    |                     | Genitori               |  |  | Nonni |  |  | Bisnonni             |  |  | Trisnonni     |  |
|                       |                    |                     |                        |  |  |       |  |  | Svjatoslav I di Kiev |  |  | Igor' di Kiev |  |
|                       |                    |                     |                        |  |  |       |  |  | Svjatoslav I di Kiev |  |  | Igor' di Kiev |  |
|                       |                    | Olga di Kiev        |                        |  |  |       |  |  | Svjatoslav I di Kiev |  |  |               |  |
| Vladimir I di Kiev    |                    |                     |                        |  |  |       |  |  | Svjatoslav I di Kiev |  |  |               |  |
|                       |                    | Maluša              | …                      |  |  |       |  |  |                      |  |  |               |  |
|                       |                    | Maluša              | …                      |  |  |       |  |  |                      |  |  |               |  |
|                       |                    | Maluša              | …                      |  |  |       |  |  |                      |  |  |               |  |
| Jaroslav I di Kiev    |                    | Maluša              |                        |  |  |       |  |  |                      |  |  |               |  |
|                       |                    | Ragnvald            | …                      |  |  |       |  |  |                      |  |  |               |  |
|                       |                    | Ragnvald            | …                      |  |  |       |  |  |                      |  |  |               |  |
|                       |                    | Ragnvald            | …                      |  |  |       |  |  |                      |  |  |               |  |
| Rogneda di Polack     |                    | Ragnvald            |                        |  |  |       |  |  |                      |  |  |               |  |
|                       |                    | …                   | …                      |  |  |       |  |  |                      |  |  |               |  |
|                       |                    | …                   | …                      |  |  |       |  |  |                      |  |  |               |  |
|                       |                    | …                   | …                      |  |  |       |  |  |                      |  |  |               |  |
| Anastasia di Kiev     |                    | …                   |                        |  |  |       |  |  |                      |  |  |               |  |
|                       | Eric il Vittorioso | Björn III di Svezia |                        |  |  |       |  |  |                      |  |  |               |  |
|                       | Eric il Vittorioso | Björn III di Svezia |                        |  |  |       |  |  |                      |  |  |               |  |
|                       | Eric il Vittorioso | …                   |                        |  |  |       |  |  |                      |  |  |               |  |
| Olof III di Svezia    | Eric il Vittorioso |                     |                        |  |  |       |  |  |                      |  |  |               |  |
|                       |                    | Sigrid la Superba   | Miecislao I di Polonia |  |  |       |  |  |                      |  |  |               |  |
|                       |                    | Sigrid la Superba   | Miecislao I di Polonia |  |  |       |  |  |                      |  |  |               |  |
|                       |                    | Sigrid la Superba   | Dubrawka               |  |  |       |  |  |                      |  |  |               |  |
| Ingegerd Olofsdotter  |                    | Sigrid la Superba   |                        |  |  |       |  |  |                      |  |  |               |  |
|                       |                    | …                   | …                      |  |  |       |  |  |                      |  |  |               |  |
|                       |                    | …                   | …                      |  |  |       |  |  |                      |  |  |               |  |
|                       |                    | …                   | …                      |  |  |       |  |  |                      |  |  |               |  |
| Estrid degli Obotriti |                    | …                   |                        |  |  |       |  |  |                      |  |  |               |  |
|                       |                    | …                   | …                      |  |  |       |  |  |                      |  |  |               |  |
|                       |                    | …                   | …                      |  |  |       |  |  |                      |  |  |               |  |
|                       |                    | …                   | …                      |  |  |       |  |  |                      |  |  |               |  |
|                       |                    | …                   |                        |  |  |       |  |  |                      |  |  |               |  |